# Édouard Detaille

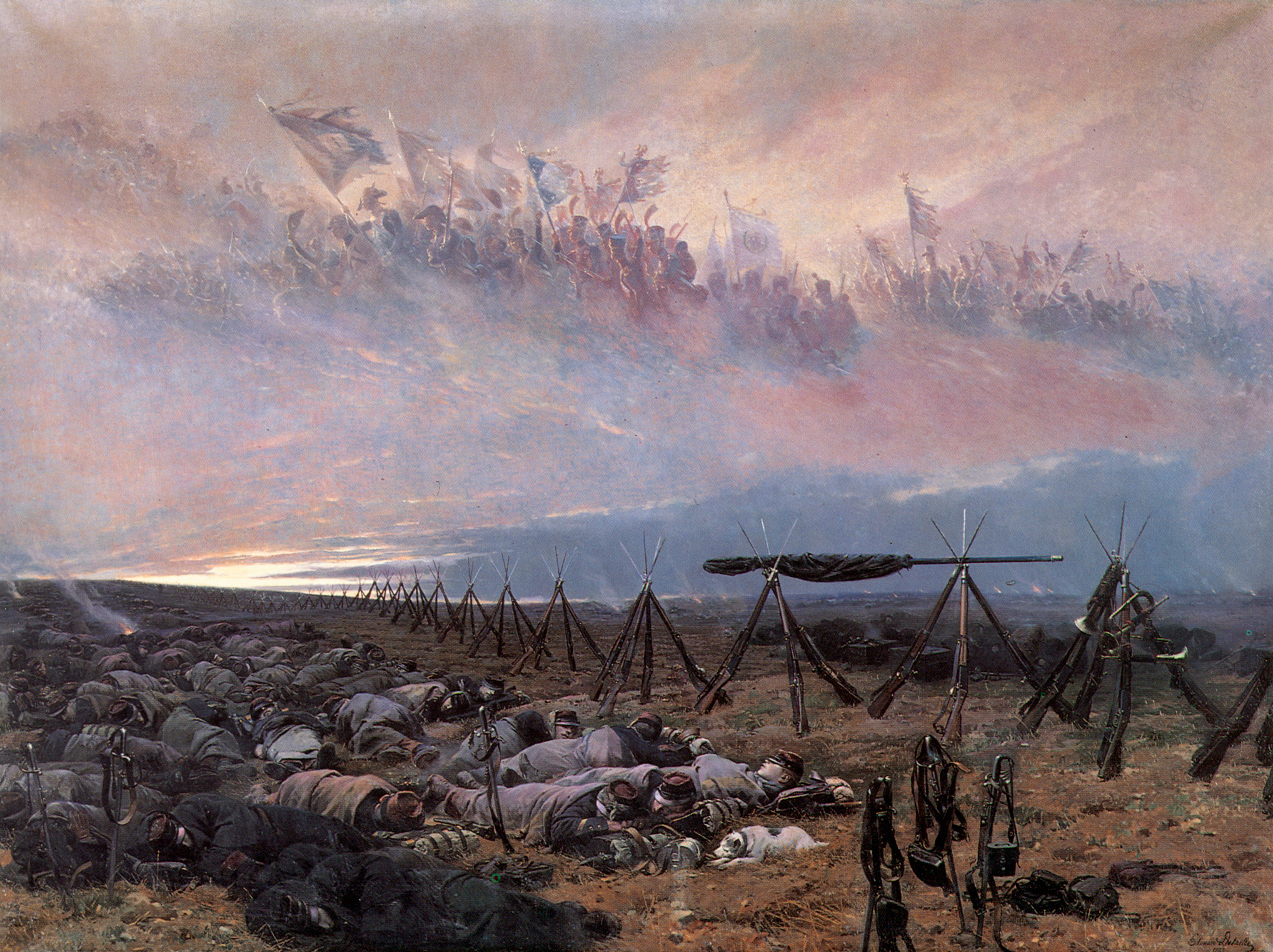
Sen, 1888

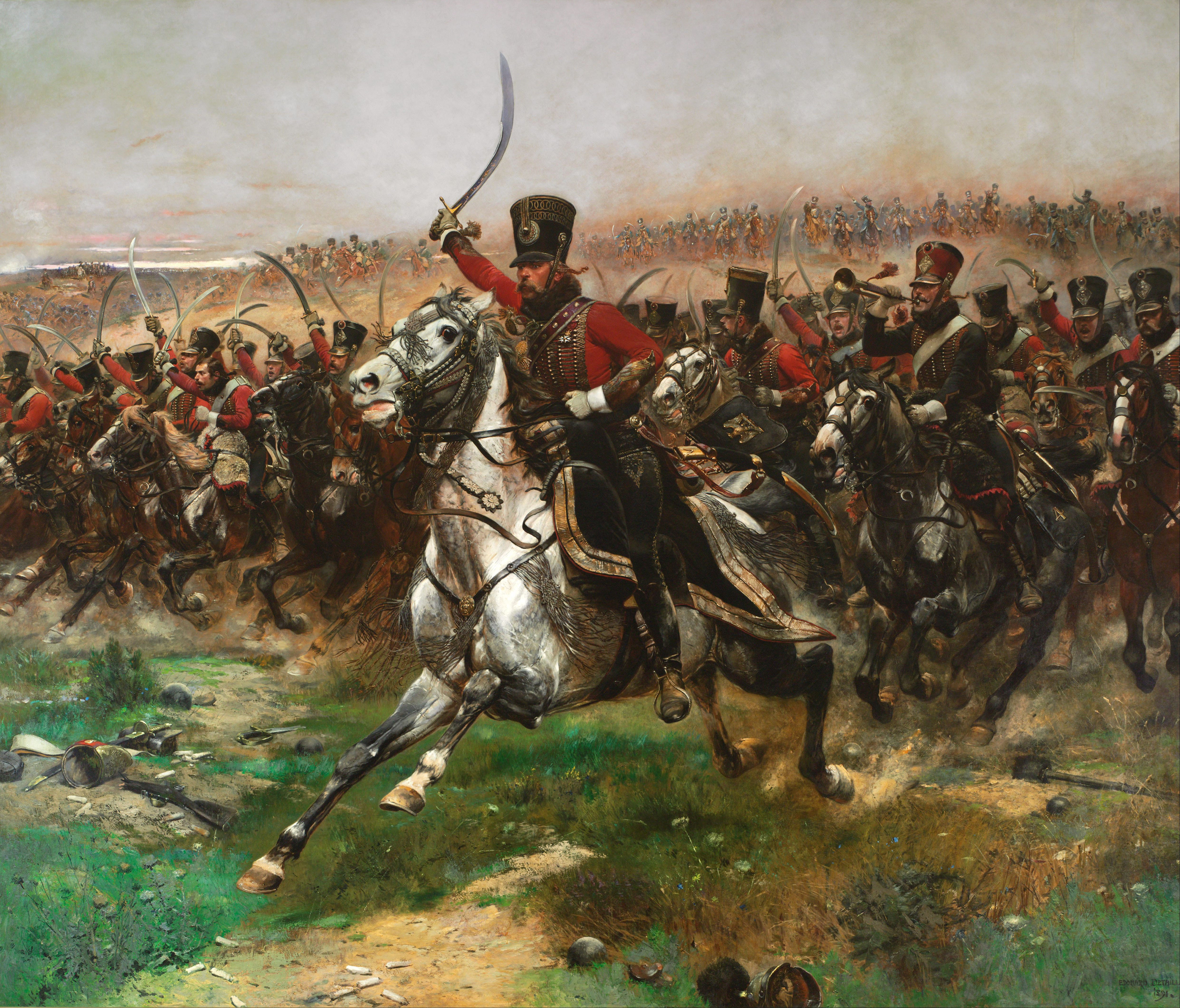
Vive L'Empereur, 1891

Jean Baptiste Édouard Detaille (ur. 5 października 1848 w Paryżu, zm. 23 grudnia 1912 tamże) – francuski malarz akademicki, batalista.
Pochodził z rodziny o tradycjach wojskowych, studiował pod kierunkiem Jeana Meissoniera. W czasie wojny francusko-pruskiej był oficjalnym malarzem armii i brał bezpośredni udział w walkach. W latach 1879–1884 wiele podróżował po Europie, był również w Tunezji z francuskim korpusem ekspedycyjnym. Od 1867 wystawiał z powodzeniem w paryskim Salonie, był członkiem Académie des beaux-Arts i od 1895 prezydentem Société des artistes français. Trzykrotnie nagradzano go Legią Honorową, przyczynił się do założenia Musée de l'Armée w Paryżu.
Detaille malował wyłącznie obrazy o tematyce wojskowej, były to sceny z życia codziennego wojska, ćwiczeń, musztry i parad. Artysta malował również dynamiczne sceny batalistyczne ilustrując wydarzenia mu współczesne, jak i historyczne. Jego prace odznaczają się realizmem i dbałością o szczegóły, artysta pracował wolno i dokładnie, często korzystając z eksponatów muzealnych. Naturalistyczne i szokujące widza przedstawienia pól bitewnych były czasami źle przyjmowane i malarz musiał wycofywać swoje prace z wystaw.
W latach 1902–1905 Detaille namalował tryptyk Vers la gloire w absydzie Panteonu w Paryżu. Był również autorem kilku bogato ilustrowanych publikacji na temat umundurowania armii francuskiej, które stanowią dzisiaj cenne źródło informacji historycznych.

## Publikacje
- L'Armée française: types et uniformes (1885-1889). Ilustracje Édouard Detaille, tekst Jules Richard.
- Autour du Concile: souvenirs et croquis d'un artiste à Rome (1887). Ilustracje Édouard Detaille, ryciny Ferdinand Heilbuth, tekst Charles Yriarte.
- Cavaliers de Napoléon (1895). Ilustracje Édouard Detaille, tekst Frédéric Masson. Reedycja: Teissèdre, Paryż, 2002.

## Wybrane prace
- Bitwa pod Villejuif, 1870,
- Bitwa pod Champigny, 1882, (panorama, współautor Alphonse de Neuville),
- Vers la gloire, Panteon w Paryżu, 1902-1905.